# Quercus prinoides
Quercus prinoides là một loài thực vật có hoa trong họ Cử. Loài này được Willd. miêu tả khoa học đầu tiên năm 1801.

## Hình ảnh

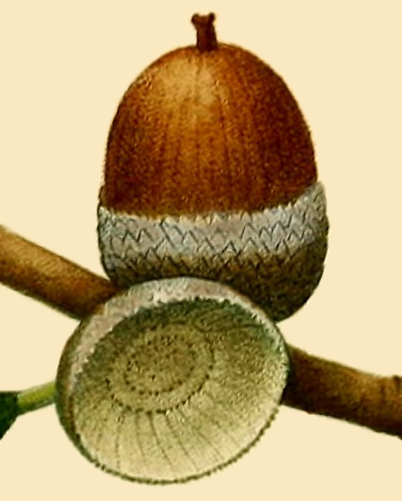
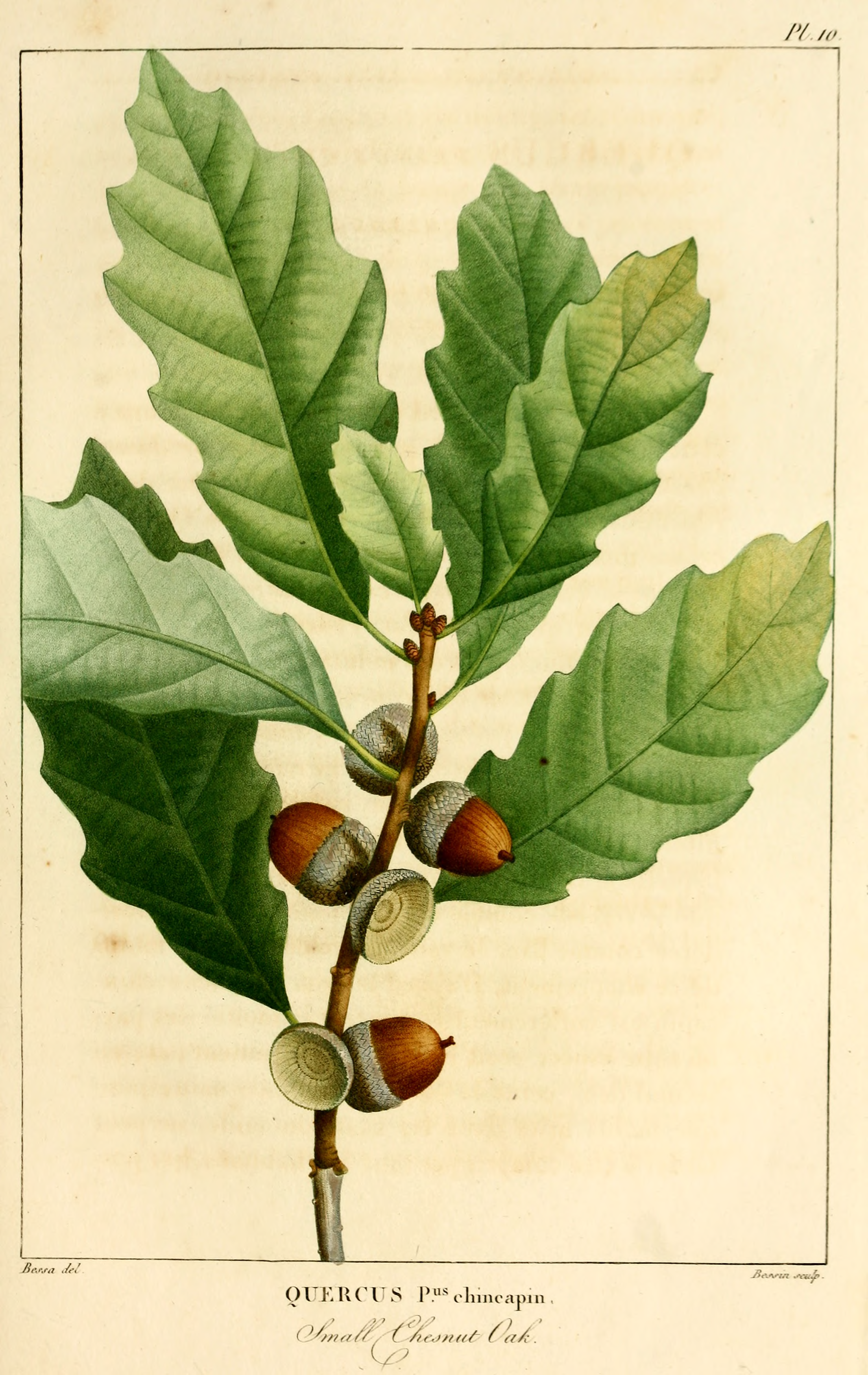
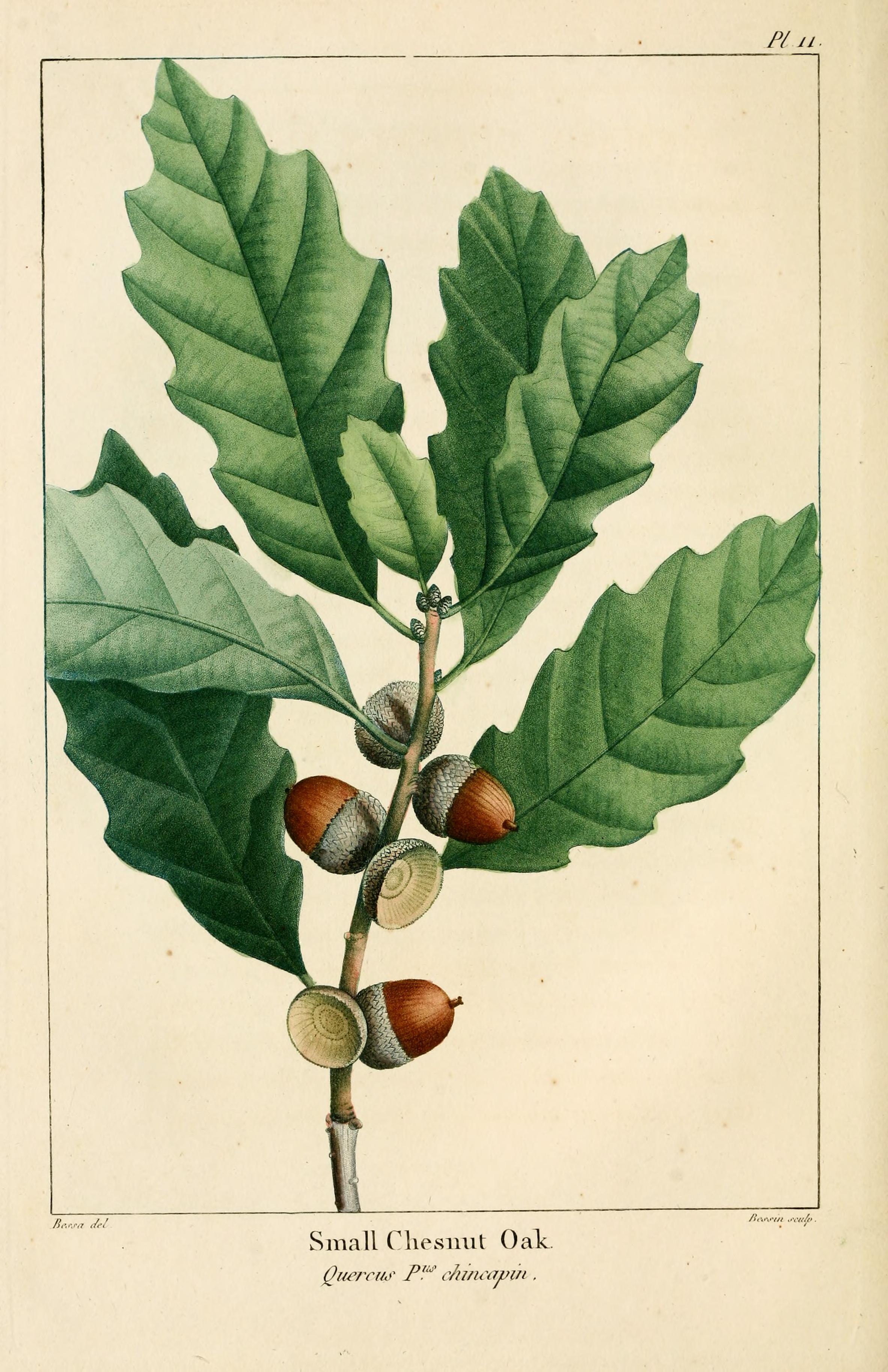
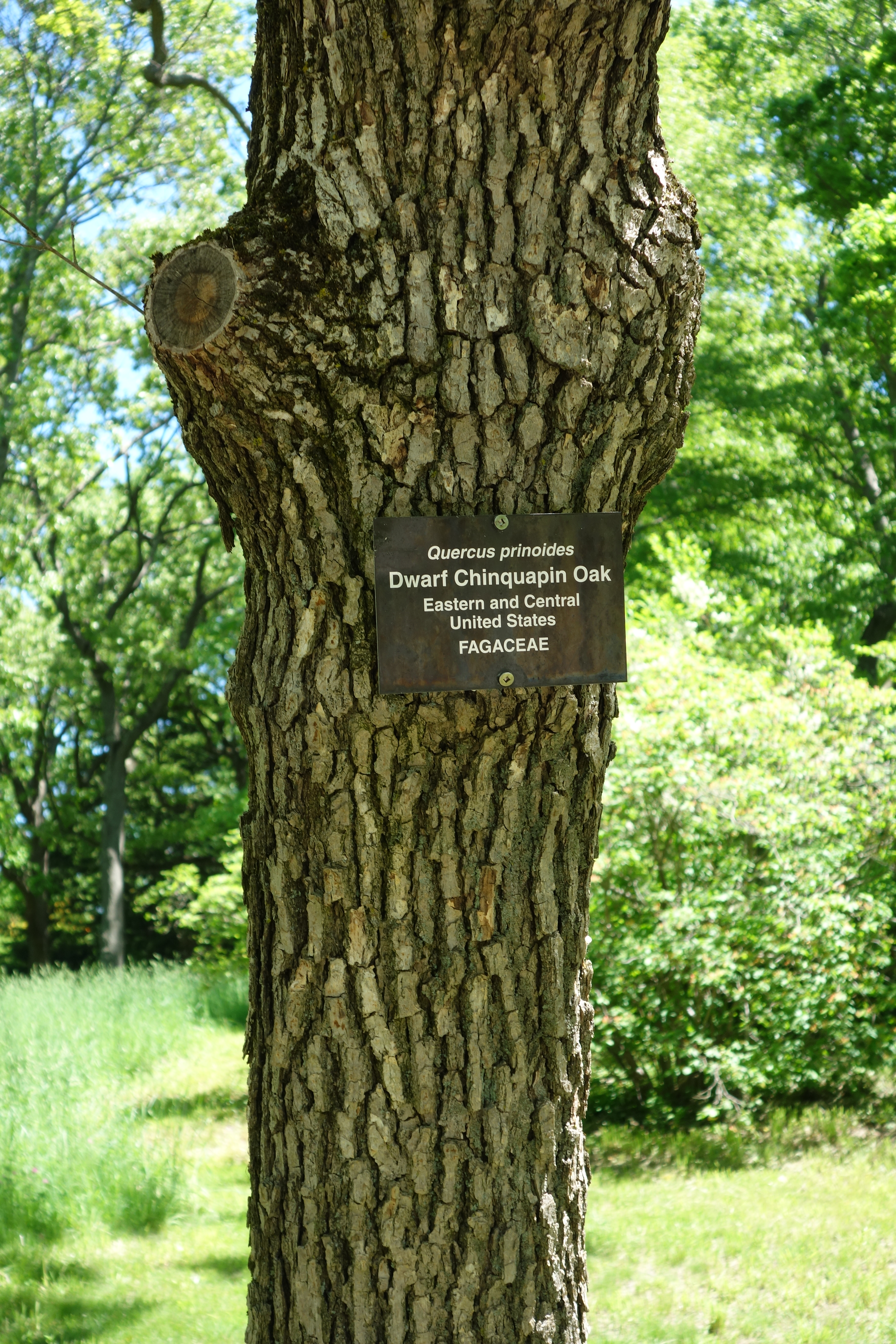